# AWeb
Az AWeb egy Amiga számítógépekre kifejlesztett webböngésző. Az eredeti szerző Yvon Rozijn, aki az AmiTrix cégben végezte a szoftverfejlesztést és amelyet aztán a Blittersoft adott ki. A szoftver később az AmigaOS 3.9 disztribúció hivatalos részévé vált. A szoftver jelenleg nyílt forráskódú.

## Szoftverigény
A böngésző alapvetően Kickstart 3.0 és Workbench 3.0 vagy afeletti verziójú operációs rendszert, illetve GUI-t igényel.
Az AWeb működéséhez, alapfunkciójának betöltéséhez természetesen élő internet kell, azaz szükséges valamilyen ún. "TCP/IP stack" jelenléte (pl. AmiTCP, Miami, Roadshow stb), mely tartalmazza a legszükségesebb internet protokollokat egy csomagban. SSL titkosítási protokoll használatához előtelepített szoftvercsomag szükséges (pl. AmiSSL, MiamiSSL stb).
A GUI támogatására, a párbeszédablakok, felhasználói interfészek megjelenítésére és kezelésére a népszerű Magic User Interface (MUI) helyett az egyszerűbb, de gyorsabb ClassAct objektumorientált osztálydefiníció (class) eszköztárat (toolkit) használja. Ezt az akkori MUI hiányosságai és lassúsága miatt döntötte így el a fejlesztő.
Az AWeb támogatja a HTML 3.2-t, illetve több 4.01-es funkciót, a JavaScript-et, a keretes megjelenítést (frames), az SSL-t, továbbá az akkoriban népszerű Netscape Navigator, illetve Internet Explorer egyes sajátságait.

## Hardverigény
Az AWeb minimális gépigénye azonos egy gyári Amiga 1200-aséval, azaz 2 MB chipram. Ehhez természetesen kell egy LAN- vagy modemkártya, hogy az internetelérés működhessen. A gyakorlatban azonban több fastram és gyorsabb processzor ugrásszerűen megnöveli a szoftver teljesítményét (mint ahogyan az egész gépét általánosságban).

## Fogadtatás
| Szerző                   | Értékelés |
| ------------------------ | --------- |
| Amiga Computing          | 89%       |
| Amiga User International | 95%       |
| CU Amiga                 | 91%       |
| Amiga Plus               | 96%       |
| Total Amiga              | Tasty     |

| Szerző   | Díj             |
| -------- | --------------- |
| CU Amiga | Amiga Superstar |

A német "Amiga Plus" értékelte legmagasabbra, 96%-ra a programot, de a legtöbb újságtól 90% körüli pontokat kapott.
A "Total Amiga" magazin azt írta az AWeb-ről: "Gyors, testre szabható, rendkívül jól használható böngésző, mely megfelelően támogatja a különböző internetes szolgáltatásokat." Végkövetkeztetése pedig az, hogy "ha a legjobb amigás webböngészőt keresed, akkor ne keress tovább az AWebnél."